# Gizela Rasch
Gizela Tora Rasch, född 22 februari 1965 i Uppsala, är en svensk röstskådespelerska. 1989 började hon sin karriär med en reklamfilm för en duschborste.
Hon har bland annat lånat ut sin röst till pojkgeniet Dexter i Dexters laboratorium, Nazz, Kevin och Lee i Ed, Edd & Eddy och Kon i Ko och Kyckling. Hon gjorde även Velmas röst i Sun Studio Köpenhamns dubbnigar av Scooby-Doo.
Hon är idag bosatt i Hörby.

## Filmografi (i urval)
- 2001 – Scooby-Doo och cyberjakten (röst)
- 2000 – Flykten från hönsgården (röst)
- 1999 – Toy Story 2 (röst)
- 1997 – Anastasia (röst)
- 1985 – Taran och den magiska kitteln (röst)
- 1964 – Mary Poppins (röst)